# Stratham
Stratham ist eine Stadt (Town) im Rockingham County im US-Bundesstaat New Hampshire. Im Jahr 2020 hatte es 7.669 Einwohner.
Der Ort zwischen Portsmouth und Exeter gehörte bereits 1631 unter Gouverneur Captain Thomas Wiggin zum Kerngebiet New Hampshire Colony des heutigen Bundesstaates.
Er wurde im Jahr 1902 durch die Straßenbahnverbindung zwischen diesen beiden Orten angebunden.
Neben dem Sitz des Schuhherstellers Timberland befindet sich hier auch eine Produktionsstätte von Lindt & Sprüngli.

## Persönlichkeiten
- David Barker (1797–1834), Politiker
- Josiah Bartlett (1768–1838), Politiker
- Daniel Clark (1809–1891), Politiker
- Paine Wingate (1739–1838), Politiker